# Château de Vierville
Le château du Vierville est une demeure, du XVIIIe siècle, qui se dresse, dans le nord Cotentin, sur l'ancienne commune de Vierville, dans le département de la Manche, en région Normandie. Il est partiellement inscrit au titre des monuments historiques par arrêté du 24 novembre 1997.

## Localisation
Le château est situé au bout d'une allée, à 150 mètres au sud-est de l'église Saint-Éloi de Vierville au sein de la commune nouvelle de Carentan-les-Marais, dans le département français de la Manche.

## Historique
L'édifice a été construit dans la première moitié du XVIIIe siècle, probablement avant 1744. Après la Révolution Charles-François Lebrun fera l'acquisition du château.
Au XIXe siècle, la demeure est la possession de Michel Le Noël (1796-1852), notaire. C'est son fils aîné, Léon Le Noël (1824-1861) qui hérita du château et de l'étude.

## Description
Le château du XVIIIe siècle de style classique, érigé sur des soubassements plus ancien, se présente sous la forme d'un corps de logis, haut d'un étage sur un rez-de-chaussée surélevé avec un pavillon central encadré de pilastres d'arêtes, surmonté d'un fronton triangulaire, et précédé d'un perron. Dans l'immense cave, on peut voir un four de boulangerie. À l'intérieur est conservé un important ensemble de décorations (lambris, frises de stuc, cheminées de marbre, etc.).
À l'ouest se trouvent une avant-cour et une cour d'honneur à deux pavillons. À l'est est disposé le jardin clos de murs.

## Protection
Le château avec ses décors intérieurs, y compris le bâtiment contigu au pignon sud, en totalité ; les façades et toitures des deux pavillons de la cour d'honneur ; le portail d'entrée, avec ses piliers ; le colombier ; les façades et toitures des communs, à l'exclusion du logis attenant au colombier ; le jardin d'agrément avec ses murs de clôture et ses portes, sont inscrits au titre des monuments historiques par arrêté du 24 novembre 1997. La demeure est également inscrite à l'IGPC.